# Chorvatština
Chorvatština je standardizovaná varieta srbochorvatského pluricentrického jazyka používaná hlavně Chorvaty. Je národním úředním jazykem a spisovnou normou Chorvatska, jedním z úředních jazyků Bosny a Hercegoviny, Černé Hory, srbské provincie Vojvodina, Evropské unie a uznávaným menšinovým jazykem jinde v Srbsku a dalších sousedních zemích.
V polovině 18. století začaly první pokusy poskytnout chorvatskou literární normu na základě novoštokavského dialektu, který sloužil jako nadregionální lingua franca – k potlačování regionálních čakavských, kajkavských a štokavských vernakulárních jazyků. Rozhodující roli sehráli chorvatští vukovci, kteří kromě návrhu fonologického pravopisu upevnili na konci 19. a na počátku 20. století používání ijekavské novoštokavštiny jako spisovné normy. Chorvatština se píše Gajovou latinskou abecedou.
Kromě štokavského dialektu, na kterém je založena standardní chorvatština, existují na území Chorvatska další dva hlavní naddialekty, čakavština a kajkavština. Tyto naddialekty a čtyři národní standardy jsou obvykle zahrnuty pod termín „srbochorvatština“; tento termín je pro rodilé mluvčí kontroverzní a názvy jako „Bosensko-chorvatsko-černohorsko-srbské“ (BCMS) se snaží používat lingvisté a filologové v 21. století.

## Historie

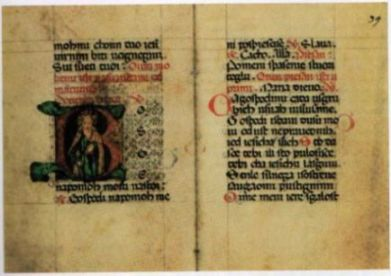
Chorvatština (1380 - 1400)

Chorvatština je spolu se slovinštinou, bosenštinou a srbštinou jedním z několika jazyků západní větve jihoslovanských jazyků. Její rozvoj byl ovlivněn cizími jazyky, například italštinou (převážně v dialektech čakavského nářečí), němčinou, maďarštinou, či srbštinou. Za významné chorvatské literární památky jsou považovány také i právní texty, stejně jako mnohá díla vzniklá v atmosféře vrcholného středověku. V 19. století procházelo území dnešního Chorvatska obrozeneckým procesem. Tzv. ilyrské hnutí prosazovalo myšlenku jednotného jihoslovanského jazyka. Pojem ilyrský brzy nahradil chorvatský a ještě později v souvislosti s dalšími událostmi pak srbochorvatský. V roce 1850 podepsali chorvatští jazykovědci spolu se srbskými vídeňskou jazykovou dohodu, na základě které měl vzniknout jeden jazyk jak pro Chorvaty, tak i Srby. Její realizaci však umožnilo až politické sjednocení obou zemí po první světové válce v roce 1918.
V rámci srbochorvatského jazyka, který jako konstrukt disponoval bohatou hierarchickou strukturou dialektů, nářečí a forem tvořil dnešní chorvatský jazyk tzv. „západní variantu“. V 2. polovině 20. století se však s chladnutím srbsko-chorvatských vztahů myšlenka jednoho jazyka ukázala jako velmi problematická. Srbové a Chorvati si sice vzájemně rozumí a lexikální, či morfologické odlišnosti jsou velmi malé, nicméně existují a přesahují ty, které by bylo možné považovat za rozdíly nářeční. Během tzv. chorvatského jara požadovali četní intelektuálové ustanovení samotného chorvatského jazyka. Dokument, který vyšel pod názvem deklarace o názvu a postavení chorvatského spisovného jazyka se stal jejich hlavní zbraní proti politice bratrství a jednoty komunistické Jugoslávie. Chorvaté do ústavy své svazové republiky ukotvili v roce 1974 jako oficiální jazyk chorvatský s tím, že to je lidový jazyk jak Chorvatů tak i Srbů v zemi. Koncem 80. let dostala myšlenka společného srbochorvatského jazyka ohromné rány a po válkách v 90. letech a rozpadu Jugoslávie byla kodifikována samotná chorvatština.
V 90. letech v souvislosti s vypjatou nacionální rétorikou nabyly v chorvatském jazyce na významu puristické trendy; mnohé staré výrazy začaly být nahrazovány nově vytvářenými s odůvodněním, že je třeba očistit jazyk jak od slov původu neslovanského, tak ale i srbského. Řada z těchto nových výrazů se v běžné každodenní řeči ujala, jiné nikoliv.

## Nářečí

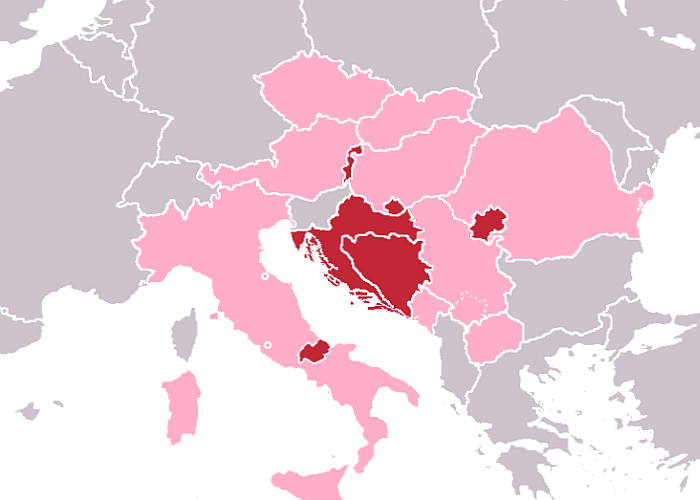
Státy a regiony, které uznávají chorvatštinu jako (spolu)úřední (tmavě červená) nebo menšinový jazyk (světle červená).

Chorvatština má celou řadu podob: tři nářečí (čakavština, kajkavština a štokavština – poslední uvedená je základem moderního spisovného jazyka) a tři reflexy staroslověnské hlásky jať – ijekavský (dominantní), ikavský (v oblasti Dalmácie) a ekavský (v oblasti východní Slavonie, k srbským hranicím). Každé ze tří uvedených nářečí se ještě dělí na celou řadu dalších. Rozdíly mezi jednotlivými dialekty jsou obrovské; oficiální podoba jazyka se od lidové mluvy v některých regionech velmi odlišuje a například Chorvat z Dubrovníka si s Chorvatem z okolí Bratislavy (kde žije na rakouském území méně početná chorvatská menšina) ne zcela rozumí. Chorvati v italské Molise hovoří molisko-chorvatským nářečím.

## Užití
Chorvatština je úředním jazykem Chorvatska a jeho masmédií (televize HRT 1, HRT 2, nova, TV Jadran a RTL – překládána do chorvatštiny). Kromě toho je jedním z oficiálních jazyků Bosny a Hercegoviny a užívá se také i ve Vojvodině, kde žije chorvatská menšina.

## Pravopis

### Psaní velkých a malých písmen
Oproti češtině se zde pravidla neliší.
Lidská jména
Osobní jména a příjmení se píší s velkým písmenem: Stjepan Radić, Ivan Krstitelj Tkalčić, Gaj Julije Cezar; Tomo, Katica, Pero Rovněž ženská příjmení se nepřechylují: Ivan Tomić, Jadranka Tomić
Jména, která určují vlastnost osoby, se také píší s velkým písmenem: Ivan Grozni, Crni Petar, Karlo Veliki
Jména zobecněná, která představují věc či fyzikální veličinu, se píší s malým písmenem: mercedes, pascal, rentgen
Tituly
Tituly se píší s malým písmenem: kralj Tomislav, sveti Stjepan, profesor Jurić, doktor Margetić
Zvířata
Jména zvířat a pohádkových bytostí se píší s velkým písmenem: Kleopatra, Reks…
Obecné názvy druhů zvířat píšeme s malým písmenem: čivava, dalmatinac, sijamska mačka
Příslušníci národů, kontinentů a států
S velkým písmenem se píší:
Příslušníci kontinentů – Amerikanka, Afrikanac, Azijatkinja, Australac (Australijanac nepřipadá v úvahu)
Příslušníci států a národů – Hrvatica, Danac, Bolivijka, Egipćanin, Židovka
Příslušníci regionů – Međimurac, Rabljanka, Provansalka, Bavarac
Příslušníci žup, krajů – Zagrepčanka, Varaždinac, Grožnjanka, Njujorčanin (nebo Newyorčanin)

Přídavná jména odvozená od vlastních jmen a přivlastňovací
Přídavná jména přivlastňovací s koncovkou -ov nebo -in se píší s velkým písmenem: Terezin, Hrvatov, Josipov, Njemičin (od Njemica)
Obyčejná přídavná jména s koncovkou -ki se píší s malým písmenem: karlovački, creski, hrvatski, američki, vatikanski

Zeměpis
Názvy kontinentů začínají velkým písmenem: Europa, Australija
Názvy států začínají velkým písmenem: Narodna Republika Kina, Papua Nova Gvineja
Ostrovy, poloostrovy a jiné zeměpisné názvy: Baranja, Flandrija, Štajerska, Bliski istok, Gorski kotar
Přírodní úkazy se píší s velkým: Samoborsko gorje, Dugi otok, Krbavsko polje, Postojnska jama, Plitvička jezera, Jadransko more, Tihi ocean, Mars, Zemlja, Sunce, Sunčev sustav, Mliječna staza
Pokud píšete o slunci či měsíci, který je vidět na obloze, pište malé písmeno: Ogrijalo me sunce. Nad morem se digao mjesec. Stojim s obje noge na zemlji.
Názvy všech ulic, částí města i vesnic pište s velkým písmenem: Maksimir, Kaptol, Dolac, Gundulićeva ulica, Cvjetni trg, Trg bana Josipa Jelačića, Trg žrtava fašizma, Nova cesta, Gornji grad
Události, období a instituce
Názvy století, styly vlády nebo slohy pište s malým písmenem: antika, srednji vijek, renesansa, devetnaesto stoljeće, ilirski pokret, komunizam, fašizam, moderno doba
Názvy událostí pište s velkým písmenem: Prvi svjetski rat, Francuska revolucija
Všechny státní svátky se píší s velkým písmenem: Božić, Uskrs, Nova godina, Tri kralja, Kurban bajram, Dan državnosti, Dan domovinske zahvalnosti
U názvů politických stran se píše velké písmeno: Hrvatska demokratska zajednica

### Roky
Každé datum, kde je uveden rok, se píše s tečkou.
- 1987.
- 7. srpnja 2004.

Někdy se také píše zkratka „g.“ (= roku …), např. 15. ožujka 1995. g.

## Přechylování příjmení
V chorvatštině se nepřechylují ženská příjmení zakončena na souhlásku (starší, posesivní koncovka -ova vymizela v 18.–19. století).
- České příjmení: Václav Havel a Dagmar Havlová
- Chorvatské příjmení: Ivo Ravlić a Ivanka Ravlić

Běžně se přechylují příjmení v mužském rodě zakončena na -ski.

## Abeceda
| A a   | B b | C c   | Č č | Ć ć | D d   | Đ đ |
| Dž dž | E e | F f   | G g | H h | I i   | J j |
| K k   | L l | Lj lj | M m | N n | Nj nj | O o |
| P p   | R r | S s   | Š š | T t | U u   | V v |
| Z z   | Ž ž | (ie)  | (ŕ) |     |       |     |

## Výslovnost

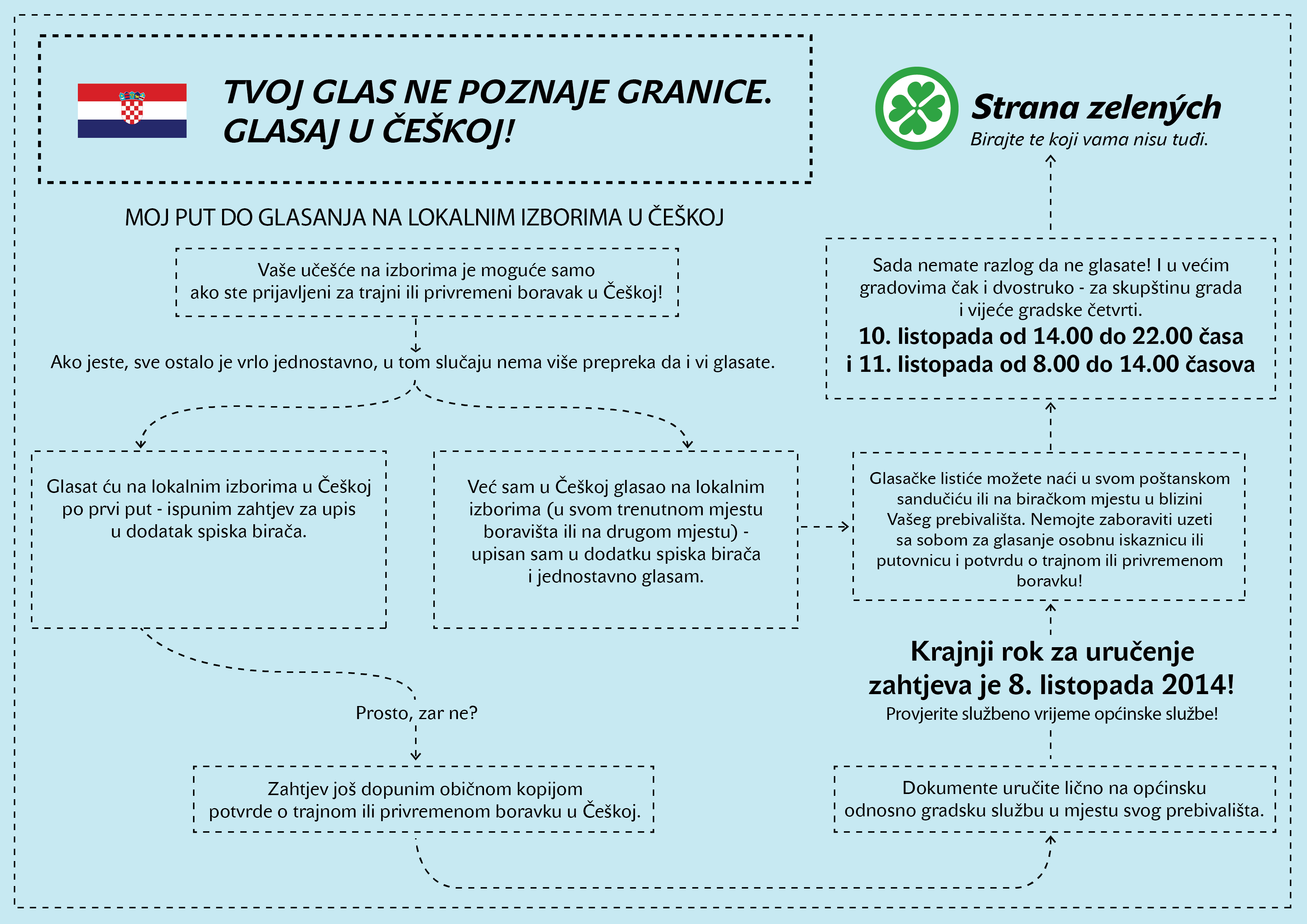
Návod pro Chorvaty žijící v ČR, kteří mají zájem účastnit se komunálních voleb

Výslovnost chorvatské abecedy je podobná jako v češtině. Zápis nicméně více odpovídá výslovnosti. Například slovo „otac“ (česky „otec“) se ve druhém pádě píše i čte „oca“, srov. české „otce“. Na rozdíl od češtiny zde psaná podoba následuje hláskovou redukci mluveného jazyka.
Chorvatština používá písmen latinky a přidané znaky: ž š č ć đ (+ spřežku dž)
- ć měkké vyšší „č“

- č tvrdé nižší „č“

- đ se čte jako měkčí „dž“

- dž se čte jako tvrdé „dž“

- h se čte jako „ch“ (chorvatština nezná „h“), v Kajkavštině se vyhlovuje "h"

- i měkké I je psáno všude v textu, chorvatština nemá tvrdé Y. Chorvatské I se nevyslovuje ani měkce ani tvrdě, ale podobně jako v němčině např. slovo: niemand. Toto I nezměkčuje souhlásky, po kterých následuje (jako čeština) – di, ti, ni – čteme jako dy, ty, ny.

- nj se čte jako „ň“

- lj se čte jako „ľ“

## Gramatika

### Podstatná jména

#### Skloňování
Chorvatština má sedm pádů stejně jako čeština.
- jednotné číslo

| Pád |              | maskulinum | maskulinum | femininum | femininum        | femininum        | neutrum  |
|     |              | datum      | voják      | žena      | moudrost         | slovo            | vesnice  |
| 1.  | Nominativ    | datum      | vojnik     | žena      | mudrost          | riječ            | selo     |
| 2.  | Genitiv      | datuma     | vojnika    | žene      | mudrosti         | riječi           | sela     |
| 3.  | Dativ        | datumu     | vojniku    | ženi      | mudrosti         | riječi           | selu     |
| 4.  | Akuzativ     | datum      | vojnika    | ženu      | mudrost          | riječ            | selo     |
| 5.  | Vokativ      | datume     | vojniče    | ženo      | mudrosti         | riječi           | selo     |
| 6.  | Lokál        | o datumu   | o vojniku  | o ženi    | o mudrosti       | o riječi         | o selu   |
| 7.  | Instrumentál | s datumom  | s vojnikom | sa ženom  | s mudrosti/-ošću | s riječi/riječju | sa selom |

- množné číslo

|              | maskulinum | maskulinum  | femininum | femininum    | femininum  | neutrum   |
|              | data       | vojáci      | ženy      | moudrosti    | slova      | vesnice   |
| Nominativ    | datumi     | vojnici     | žene      | mudrosti     | riječi     | sela      |
| Genitiv      | datuma     | vojnika     | žena      | mudrosti     | riječi     | sela      |
| Dativ        | datumima   | vojnicima   | ženama    | mudrostima   | riječima   | selima    |
| Akuzativ     | datume     | vojnike     | žene      | mudrosti     | riječi     | sela      |
| Vokativ      | datumi     | vojnici     | žene      | mudrosti     | riječi     | sela      |
| Lokál        | o datumima | o vojnicima | o ženama  | o mudrostima | o riječima | o selima  |
| Instrumentál | s datumima | s vojnicima | sa ženama | s mudrostima | s riječima | sa selima |

### Zájmena

#### Osobní zájmena
|              | já       | ty       | on/ono    | ona         |  | my        | vy        | oni/ony/ona |
| ------------ | -------- | -------- | --------- | ----------- |  | --------- | --------- | ----------- |
| Nominativ    | ja       | ti       | on/ono    | ona         |  | mi        | vi        | oni/one/ona |
| Genitiv      | mene, me | tebe, te | njega, ga | nje, je     |  | nas       | vas       | njih, ih    |
| Dativ        | meni, mi | tebi, ti | njemu, mu | njoj, joj   |  | nama, nam | vama, vam | njima, im   |
| Akuzativ     | mene, me | tebe, te | njega, ga | nju, ju, je |  | nas       | vas       | njih, ih    |
| Vokativ      | –        | ti       | –         | –           |  | –         | vi        | –           |
| Lokál        | meni     | tebi     | njemu     | njoj, joj   |  | nama      | vama      | njima       |
| Instrumentál | mnom     | tobom    | njim(e)   | njom(e)     |  | nama      | vama      | njima       |

### Číslovky
| Chorvatsky | Česky |
| jedan      | jeden |
| dva        | dva   |
| tri        | tři   |
| četiri     | čtyři |
| pet        | pět   |
| šest       | šest  |
| sedam      | sedm  |
| osam       | osm   |
| devet      | devět |
| deset      | deset |

### Slovesa

#### Infinitiv
- koncovky -ti, -ći (reći – říct, čitati – číst)

#### Příčestí minulé
- koncovky -o, -la, -lo, -li, -le, -la
- příklad (ići – jít, jet): išao (šel), išla (šla), išlo (šlo), išli (šli), išle (šly), išla (šla)

#### Pomocná slovesa
- Sponová – biti (být), htjeti (chtít)
- Modální – moći (moci), morati (muset), trebati (potřebovat), smjeti (smět), željeti (přát si; htjeti – chtít)
- Fázová – (za)početi (začít), (za)počinjati (začínat), prestati (přestat), prestajati (přestávat)

|              | Přítomný čas | Minulý čas         | Budoucí čas |
| ------------ | ------------ | ------------------ | ----------- |
| ja           | sam (jesam)  | sam bio/bila/bilo  | ću biti     |
| ti           | si (jesi)    | si bio/bila/bilo   | ćeš biti    |
| on, ona, ono | je (jest)    | je bio/bila/bilo   | će biti     |
|              |              |                    |             |
| mi           | smo (jesmo)  | smo bili/bile/bila | ćemo biti   |
| vi           | ste (jeste)  | ste bili/bile/bila | ćete biti   |
| oni          | su (jesu)    | su bili/bile/bila  | će biti     |

|              | Přítomný čas  | Minulý čas               | Budoucí čas |
| ------------ | ------------- | ------------------------ | ----------- |
| ja           | ću (hoću)     | sam htio/htjela/htjelo   | ću htjeti   |
| ti           | ćeš (hoćeš)   | si htio/htjela/htjelo    | ćeš htjeti  |
| on, ona, ono | će (hoće)     | je htio/htjela/htjelo    | će htjeti   |
|              |               |                          |             |
| mi           | ćemo (hoćemo) | smo htjeli/htjele/htjela | ćemo htjeti |
| vi           | ćete (hoćete) | ste htjeli/htjele/htjela | ćete htjeti |
| oni          | ću (hoću)     | su htjeli/htjele/htjela  | će htjeti   |

|              | Přítomný čas | Minulý čas            | Budoucí čas |
| ------------ | ------------ | --------------------- | ----------- |
| ja           | mogu         | sam mogao/mogla/moglo | ću moći     |
| ti           | možeš        | si mogao/mogla/moglo  | ćeš moći    |
| on, ona, ono | može         | je mogao/mogla/moglo  | će moći     |
|              |              |                       |             |
| mi           | možemo       | smo mogli/mogle/mogla | ćemo moći   |
| vi           | možete       | ste mogli/mogle/mogla | ćete moći   |
| oni          | mogu         | su mogli/mogle/mogla  | će moći     |

|              | Přítomný čas | Minulý čas               | Budoucí čas |
| ------------ | ------------ | ------------------------ | ----------- |
| ja           | moram        | sam morao/morala/moralo  | ću morati   |
| ti           | moraš        | si morao/morala/moralo   | ćeš morati  |
| on, ona, ono | mora         | je morao/morala/moralo   | će morati   |
|              |              |                          |             |
| mi           | moramo       | smo morali/morale/morala | ćemo morati |
| vi           | morate       | ste morali/morale/morala | ćete morati |
| oni          | moraju       | su morali/morale/morala  | će morati   |

|              | Přítomný čas | Minulý čas               | Budoucí čas |
| ------------ | ------------ | ------------------------ | ----------- |
| ja           | smijem       | sam smio/smjela/smjelo   | ću smjeti   |
| ti           | smiješ       | si smio/smjela/smjelo    | ćeš smjeti  |
| on, ona, ono | smije        | je smio/smjela/smjelo    | će smjeti   |
|              |              |                          |             |
| mi           | smijemo      | smo smjeli/smjele/smjela | ćemo smjeti |
| vi           | smijete      | ste smjeli/smjele/smjela | ćete smjeti |
| oni          | smiju        | su smjeli/smjele/smjela  | će smjeti   |

|              | Přítomný čas | Minulý čas                  | Budoucí čas  |
| ------------ | ------------ | --------------------------- | ------------ |
| ja           | želim        | sam želio/željela/željelo   | ću željeti   |
| ti           | želiš        | si želio/željela/željelo    | ćeš željeti  |
| on, ona, ono | želi         | je želio/željela/željelo    | će željeti   |
|              |              |                             |              |
| mi           | želimo       | smo željeli/željele/željela | ćemo željeti |
| vi           | želite       | ste željeli/željele/željela | ćete željeti |
| oni          | žele         | su željeli/željele/željela  | će željeti   |

## Vzorový text

### Všeobecná deklarace lidských práv
| chorvatsky | Sva ljudska bića rađaju se slobodna i jednaka u dostojanstvu i pravima. Ona su obdarena razumom i sviješću i trebaju jedno prema drugome postupati u duhu bratstva. |
| česky      | Všichni lidé se rodí svobodní a sobě rovní co do důstojnosti a práv. Jsou nadáni rozumem a svědomím a mají spolu jednat v duchu bratrství.                          |